# La Leccia
La Leccia (oft auch nur Leccia, Castello della Leccia oder Borgo de la Leccia) ist eine Fraktion (italienisch frazione) der italienischen Gemeinde Castelnuovo di Val di Cecina in der Provinz Pisa in der Toskana.

## Geografie
Der Ort liegt etwa 5 km südwestlich des Hauptortes Castelnuovo di Val di Cecina, etwa 70 km südöstlich der Provinzhauptstadt Pisa und etwa 75 km südwestlich der Regionalhauptstadt Florenz. Der Ort liegt etwa 500 m nördlich des Flusses Cornia an einem westlichen Ausläufer des Berges, der das Corniatal (Valle della Cornia) von dem Tal des Cecina trennt. Der Ort liegt bei 370 m s.l.m. und hatte 2001 23 Einwohner, 2011 waren es 25 Einwohner.

## Geschichte

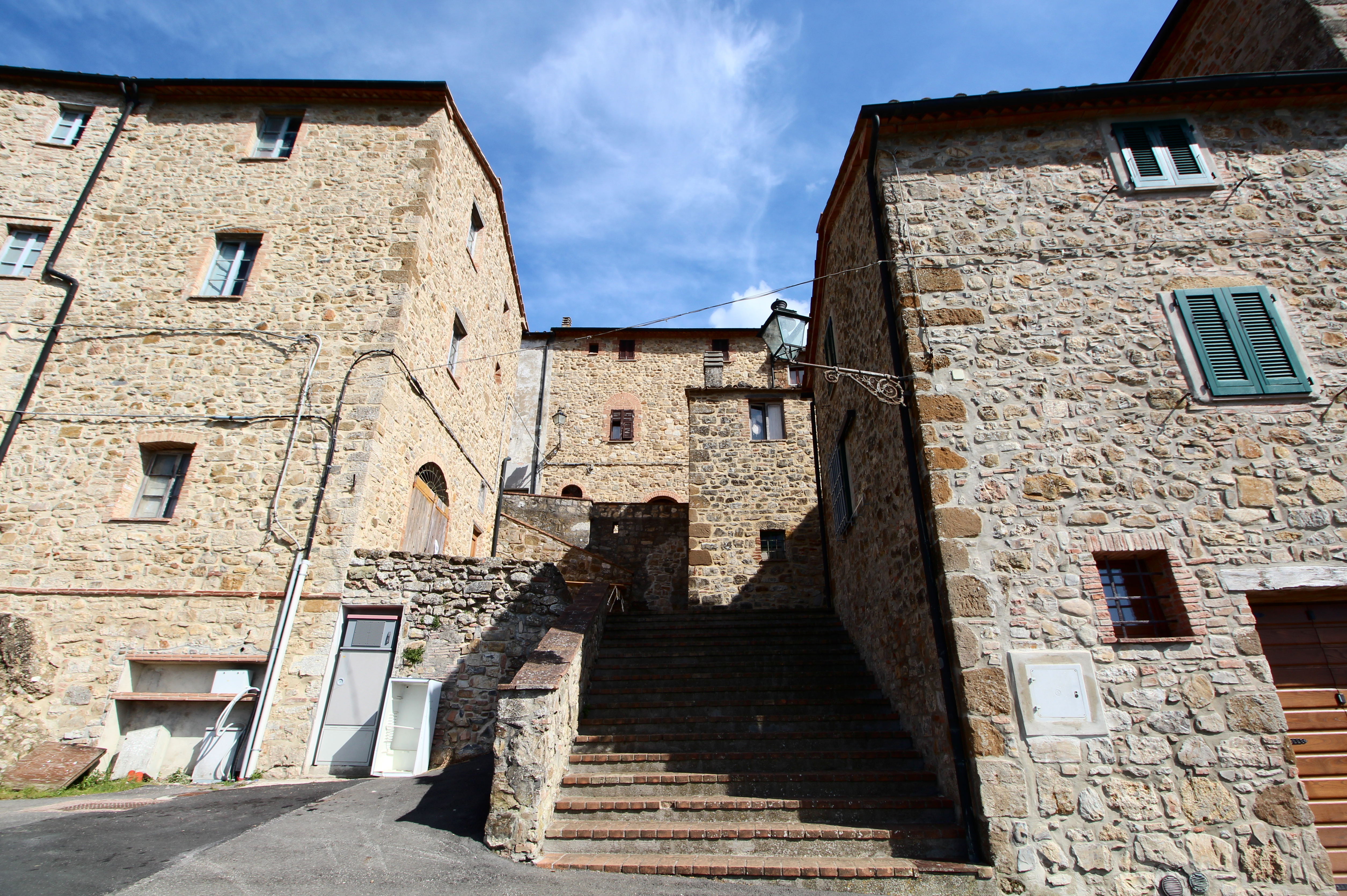
Eingang zur ehemaligen Burg (dem heutigen Ortskern)

Namensgebend für den Ort ist die Steineiche (italienisch Leccio). Erstmals erwähnt wurde der Ort 1105, als die Gräfin Gisla dem Kloster Monastero di San Pietro in Palazzuolo bei Monteverdi Marittimo Ländereien vermachte. Schon damals gehörte der Ort zum Einflussbereich von Volterra.  Im 11. Jahrhundert gehörte der Ort als Lehnswesen zu den Grafen Conti della Leccia. Die Mönche von San Pietro in Palazzuolo hingegen kauften sich 1175 zu ein Sechstel in La Leccia ein, bestätigt durch Papst Alexander III. am 1. Mai 1175. Friedrich Barbarossa unterstellte den Ort 1186 an Ildebrando Pannocchieschi, den Bischof von Volterra. 1204 (sowie 1252, 1254 und 1256) schwor die Ortsgemeinschaft zusammen mit Sasso Pisano und Serrazzano (heute Ortsteil von Pomarance) Treue an die Comune von Volterra, was zu Verstimmungen zwischen Volterra und den Bischöfen von Volterra führte, die erst am 24. November 1319 von Bischof Ranieri Belforti und Volterra beilegt wurden.

## Sehenswürdigkeiten

### San Bartolomeo Apostolo

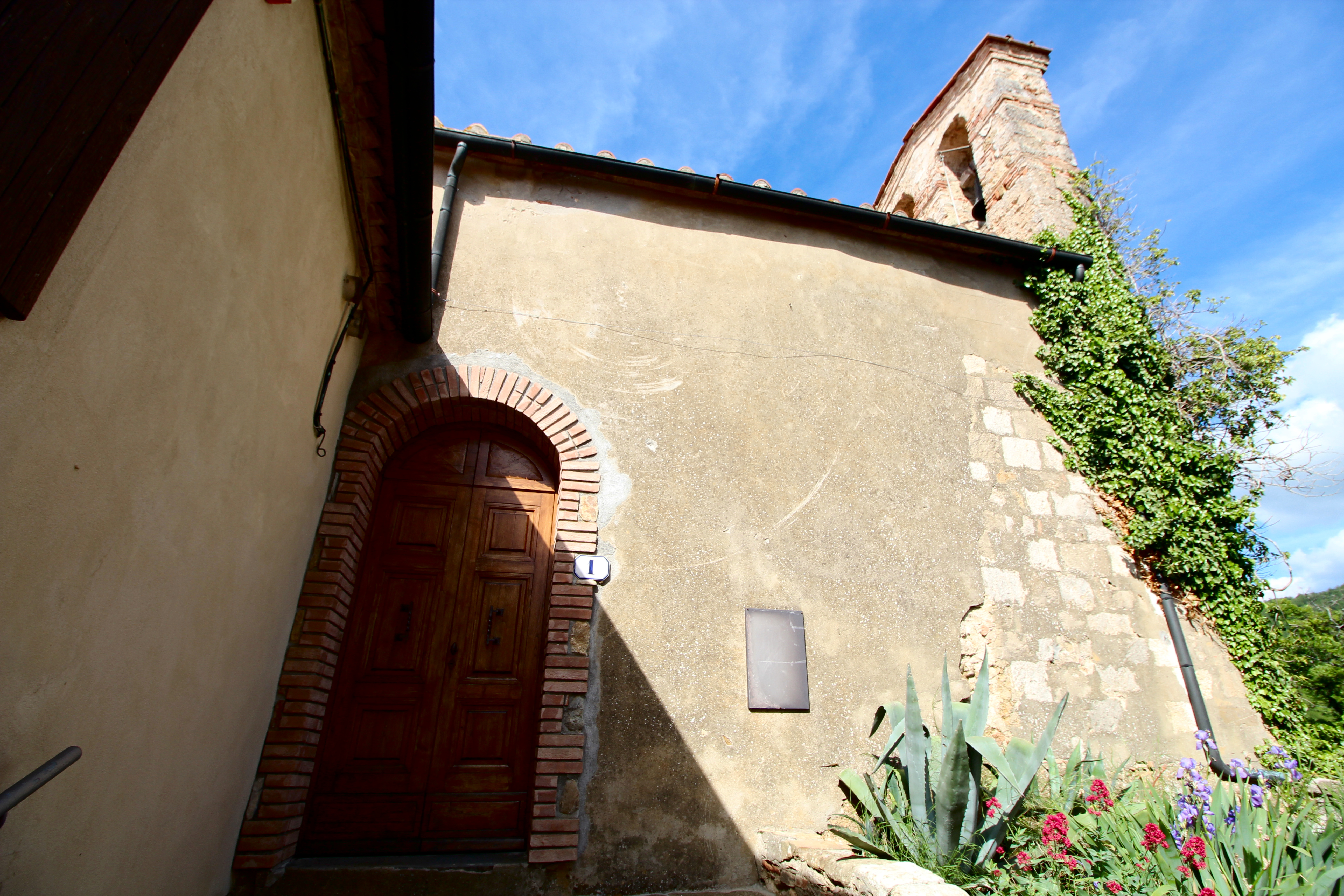
Die Kirche San Bartolomeo Apostolo im Ortskern

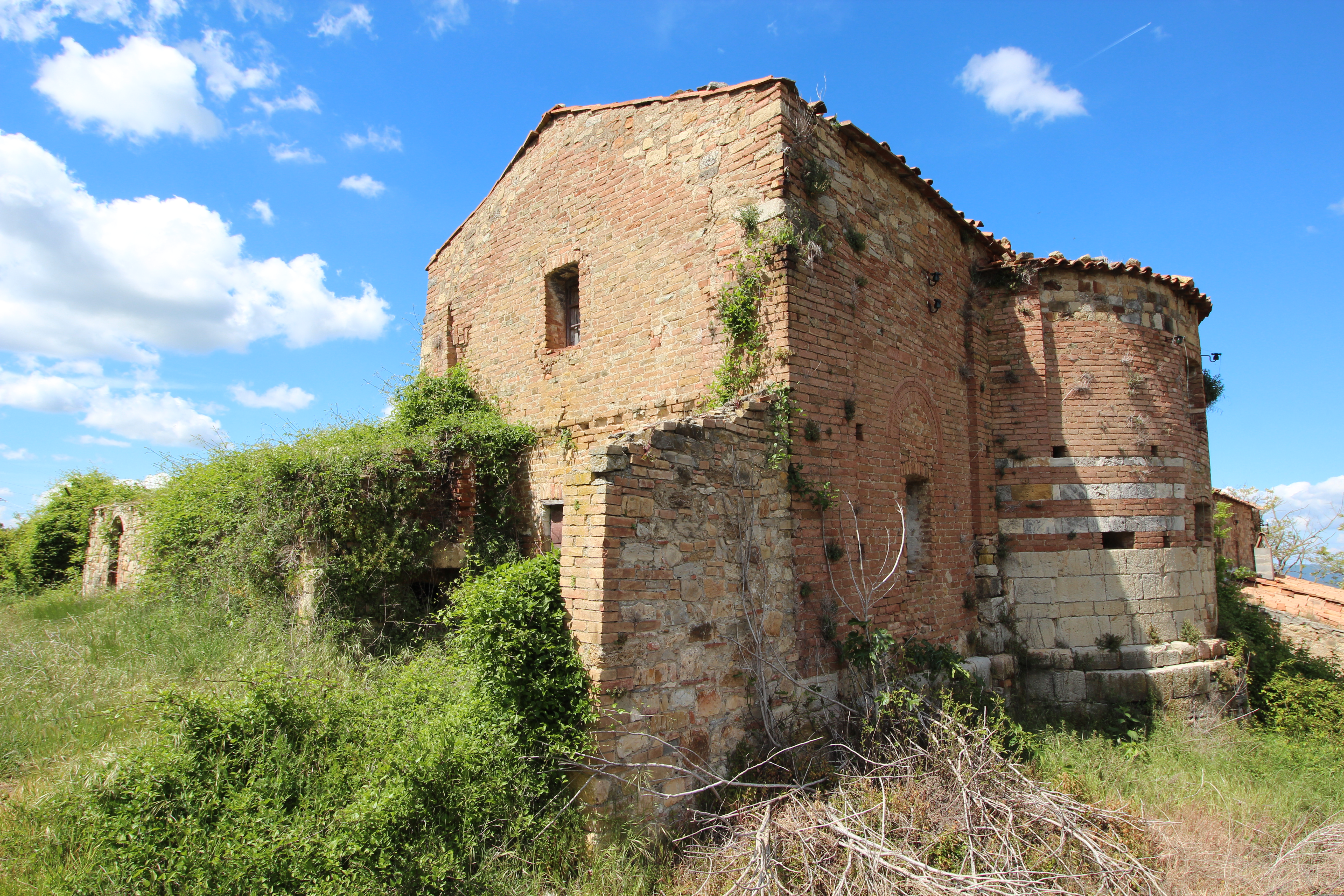
Die Kirche San Giovanni Battista a Morba, südlich von Larderello

San Bartolomeo Apostolo (auch San Bartolomeo a Leccia), Pieve im Bistum Volterra, die von 1275 bis 1356 noch unter der Leitung der Pieve di Morba (auch San Giovanni Battista a Morba), liegt südlich von Larderello im heutigen Gemeindegebiet von Pomerance, etwa 5 km nordöstlich von La Leccia. Am Anfang des 15. Jahrhunderts scheint die Kirche ein Taufbecken zu besitzen, das zu einem Taufrecht führte – zu dieser Zeit unterstand San Bartolomeo der Kirche Sant’Andrea in Castel Volterrano, die ebenfalls zu der Pieve di Morba gehörte. Als eigenständige Pieve (ohne Taufbeckentaufrecht) ist die Kirche dann 1477 dokumentiert. Eine Glocke des Campanile stammt aus dem Jahr 1333. Enthält im Inneren als Hauptwerk das Leinwandgemälde Madonna del Libro des dem in La Leccia geborenen Künstlers Matteo Gondi (auch Matteo di Pierantonio de’ Gondi da Leccia, * um 1540, † um 1632) zugeschrieben. Es wurde 1958 vom Santuario della Madonna del Libro nach San Bartolomeo überführt. Zudem enthält es eine Madonna che allatta il Bambino, die wahrscheinlich aus der verschwundenen Kapelle der Madonna del Latte unweit des Flusses Cornia stammt.

### Santuario della Madonna del Libro

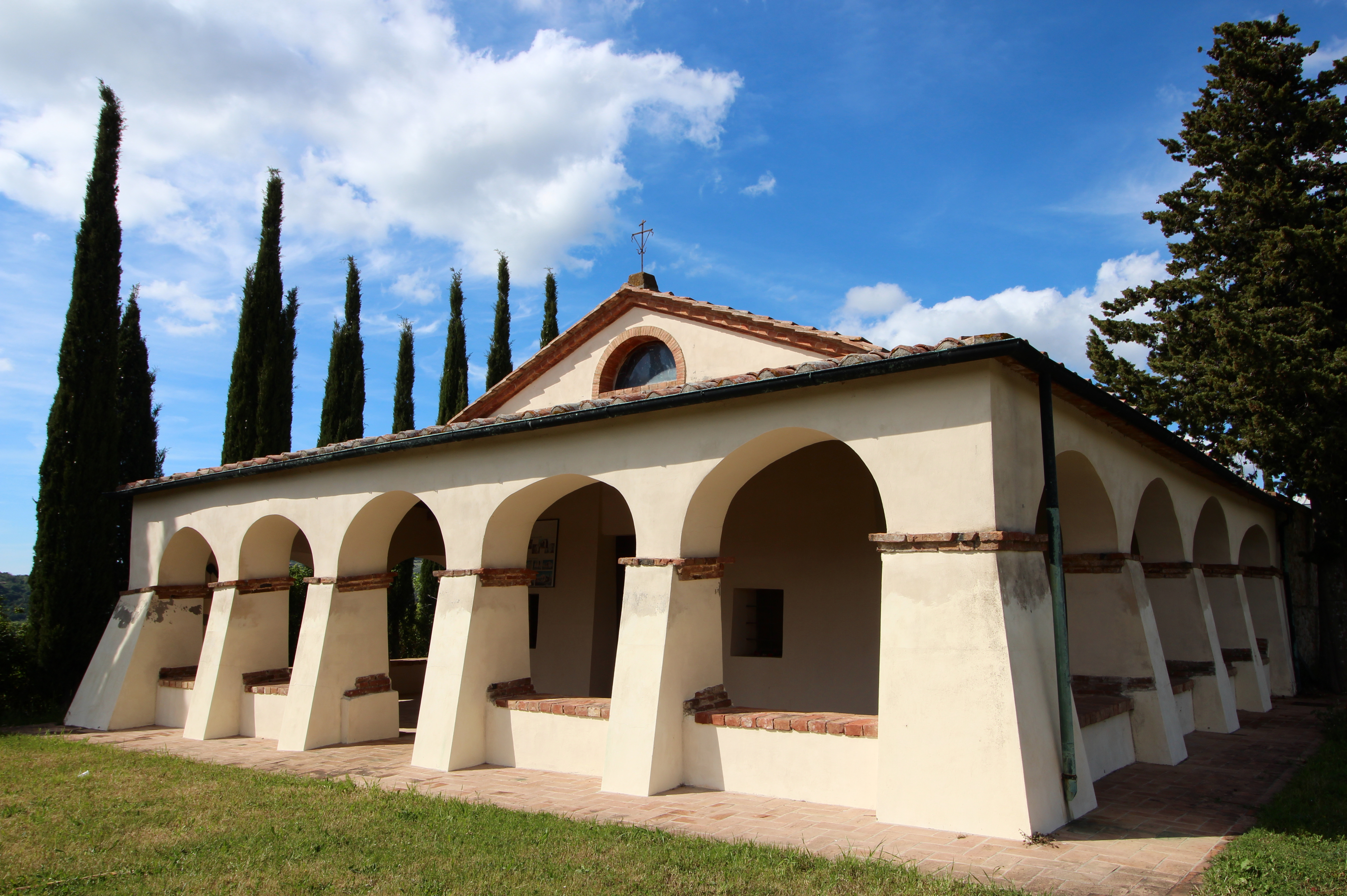
Das Santuario della Madonna del Libro

Das Santuario della Madonna del Libro ist ein Sanktuarium etwa 250 m westlich des Ortskerns auf einem Hügel gegenüber von La Leccia, das im 17. Jahrhundert entstand. Das Santuario besitzt einen dreiseitigen Portikus und eine Apsis. Namensgebend ist das von Matteo Gondi gemalte Leinwandgemälde Madonna del Libro (auch Vergine col Bambino incoronata da due angeli), die in der rechten Hand ein Buch (ital. Libro) hält und das bis 1958 hier aufgestellt war. Heute befindet es sich in der Kirche San Bartolomeo Apostolo in La Leccia.

### Fonte del Latte
Fonte del Latte, Thermalquelle, die schon 1571 von Andrea Bacci, dem Arzt von Sixtus V., und Giovanni Targioni Tozzetti 1746 benutzt wurde und zwischen dem Santuario della Madonna del Libro und dem Fluss Cornia liegt.

### Castel Volterrano
Die Burg und heutige Burgruine Castel Volterrano (auch Rocchettina del Volterrano oder Castelpopuli) liegt auf der Anhöhe Poggio al Maltempo (669 m s.l.m.). Sie liegt zwischen La Leccia und Castelnuovo Val di Cecina, etwa 2,5 km nordöstlich von La Leccia. Die außerhalb der Wehrmauern liegende Kirche Sant’Andrea (Sant'Andrea in Castelpopuli) wurde zur späteren Cappella Lotti und gehörte zur Pieve a Morba. Die Burg wurde durch die Truppen von Alfons V. von Aragon 1447 zerstört und nicht wieder aufgebaut, wobei die Kirche noch bis in die zweite Hälfte des 18. Jahrhunderts stand.